# Madlax
Madlax (マドラックス, Madorakkusu) é uma série de televisão de anime de 26 episódios produzida em 2004 pelo estúdio de animação Bee Train. Kōichi Mashimo dirigiu Madlax e a trilha sonora foi composta por Yuki Kajiura.
A história gira em torno de duas jovens mulheres, que aparentemente têm pouco em comum, e não sabem da existência uma da outra inicialmente. A personagem principal da história é Madlax, uma lendária mercenária e assassina do país fictício Gazth-Sonika que foi devastado por uma guerra civil. Ela não conseguia se lembrar de seu passado e de seu verdadeiro nome doze anos antes do início da guerra. A outra personagem principal é Margaret Burton, a única herdeira de uma família rica aristocrática do pacífico país Europeu Nafrece. Doze anos antes do início da história, o avião em que estava Margaret e sua mãe caiu sobre Gazth-Sonika, e seus passageiros, bem como o pai de Margaret, que liderou a equipe de resgate, estão desaparecidos desde então. Margaret, no entanto, misteriosamente viajou de volta para Nafrece em seu próprio, perdendo suas memórias antes de seu retorno; a única coisa que ela se lembra é de uma única palavra, "Madlax". Com este fios que ligam as duas meninas, ambas de forma independente começar a investigar o poderoso sindicato do crime Enfant após a sua enigmática mastermind mostra interesse em ambas.
Madlax foi produzido como um sucessor espiritual de um projeto anterior do estúdio, Noir, e junto com El Cazador de la Bruja, estas séries constituem uma trilogia que exploram o gênero de "meninas-com-armas". A produção de Madlax começou em 2002, mas só foi até Yōsuke Kuroda juntar-se ao projeto que a série tomou sua forma final. Enquanto os críticos observaram a resultante semelhanças entre o Noir e Madlax, eles também reconheceram as diferenças, como o último menos episódica e mais estilo plot-driven e, em especial, o contraste predominantemente realista de Noir, e a incorporação de muitos elementos sobrenaturais, que o público teve, muitas vezes, interpretar, sem mais explicações.

## Enredo
A primeira metade da série alterna entre os dois condutores. Madlax é uma das mais eficientes operações especiais, mercenária de aluguel no país Gazth-Sonika destruído pela guerra, enquanto Margaret Burton é um sonolento, desajeitado amnésico que vivem em Nafrece, um país um estilo, depois da França. Quando um "livro de imagens", presumivelmente, dada a Margaret por seu falecido pai, atrai a atenção do internacional penal rede Enfant, ela descobre que as origens do livro de mentira em Gazth-Sonika. Enfant superior operatório, Carrossea Doon, faixas de Margaret, mas dicas de fora de seus superiores na direção errada, para Madlax, que vem causando Enfant problemas por algum tempo. Enquanto isso, Vanessa René, Margaret ex-tutor, cujos pais morreram por causa de Gazth-Sonikan guerra, descobre que seu atual empregador, Bookwald Indústrias, secretamente, apoia a guerra, mediante o fornecimento de ambos os lados com armas de fogo e começa a investigar sua verdadeira causa. Sua investigação o leva para o Gazth-Sonika, onde Madlax é contratado como seu guarda-costas, e, juntos, eles descobrem os dados que comprova que o Enfant orquestrado todo o conflito. Enfant, eventualmente, intercepta-los e eles são forçados a se esconder. De volta Nafrece, Margaret decide ajudar a Vanessa e viaja para Gazth-Sonika, acompanhado por seus dedicados e, por vezes, superprotetor empregada Elenore Baker e Carrossea Doon.
Eventualmente, Madlax e Margaret atender e embarcar em uma busca para Quanzitta Marison, um Gazth-Sonikan místico que supostamente sabe sobre Margaret livro, Enfant do envolvimento com ele, e Enfant si. Senhora Quanzitta, de fato, dizer-lhes sobre Enfant e os seus planos para mergulhar o mundo inteiro em uma guerra total, começando com Gazth-Sonika. Ela revela que Enfant líder sexta-feira segunda-feira possui sobrenaturais poderes ligados aos três livros antigos, um dos quais pertence a Margaret. Margaret usa suas próprias habilidades sobrenaturais e que do seu livro para o retorno de suas memórias perdidas. Carrossea, que tem ajudado Margaret, pedidos que suas memórias sejam restauradas bem apesar dos avisos para não fazê-lo; ele descobre que ele, na verdade, morreu há 12 anos e segurou-se na vida apenas por pura força de vontade para proteger Margaret. Carrossea desaparece, e Margaret é capturado pela segunda-feira que pretende usar suas habilidades para avançar seus próprios planos.

.

Enquanto Margaret e Carrossea realizar o ritual, Madlax é atacado por Limelda Jorg, um Gazth-Sonikan sniper que mantém um rancor contra Madlax, desde que ela não conseguiu parar de um assassinato por Madlax anterior no show. Limelda mata Vanessa enquanto segmentação Madlax, o envio desta para a depressão clínica. Elenore e Senhora Quanzitta servo de Nakhl gerenciar restaurar Madlax a vontade de viver e de convencê-la a salvar Margaret, e os três tempestade Enfant da sede. Durante o assalto, Elenore é morto e Margaret, agora sob a segunda-feira de controle, atira Madlax. Acreditando que ela fosse morta, segunda-feira começa um ritual para libertar as pessoas inibições e disparar em todo o mundo anarquia; mas Margaret memórias de retorno e ela se encaixa fora de seu controle da mente. Só agora é que o público saiba a história: em 1999, segunda-feira levou de Margaret pai louco com seus poderes e ela foi forçado a matar seu próprio pai. Para escapar do terrível verdade de sua parricídio, Margaret dividir-se em três personae: a "memória guarda" Laetitia, o pecador Madlax, e o inocente Margaret se. Margaret, em seguida, fusíveis seus três personae juntos novamente para desfazer o ritual ela anteriormente realizado segunda-feira, salvar o mundo de insanidade. Madlax, que não deve mais existir após a fusão, aparece e desarma segunda-feira. Torna-se evidente que Margaret voltou a dividir-se em três, julgando que, depois de doze anos, ela não tem mais o direito de tomar decisões por ela, outras pessoas.

## Temas
Madlax tem como pano de fundo a guerra de Gazth-Sonikan e os primeiros episódios de contraste tranquila Nafrece com a Gazth-Sonika destruída pela guerra; mais tarde, a história se move completamente para a zona de combate, com foco na central de caracteres, tais como Limelda Jorg, e o seu sofrimento. Em uma entrevista, o diretor Mashimo afirmou que "[t]ele é a história de retratar a luta interior das pessoas, ao mesmo tempo, mostrando como é a vida neste lugar de loucura e esse outro lugar de paz". Assim, a série " o título é uma junção de duas palavras em inglês, "mad" e "relaxed", refletindo a intenção dos autores, para retratar os dois extremos do ser humano.
Madlax joga também como a história de Margaret Burton em busca de sua identidade psicológica. com Base no Mashimo tema de Menu títulos disponíveis para ela, Yuki Kajiura sugeriu uma interpretação que, enquanto na busca de suas memórias, Margaret reúne-se a outros personagens (os"Guardiões"), um após o outro e aprende sobre a vida ("Gates") que eles representam. No final, ela encontra seu próprio "Gate", que é a nova identidade que, finalmente, substitui o que ela perdeu há doze anos.

## Produção

### Roteiro
De acordo com o diretor Kōichi Mashimo, ele imaginou Noir e Madlax, como parte de uma trilogia explorar as meninas-com-armas de gênero, e logo após o lançamento do último, ele confirmou ter planos para produzir a terceira parcela, que mais tarde se tornaria El Cazador de la Bruja. No final de 2002, Mashimo convidadou Shigeru Kitayama, o produtor de Noir que uma vez veio com sua ideia original, para discutir uma nova série intitulada Madlax. Kitayama bastante expandido Mashimo original do roteiro do plano, mas não foi até Yōsuke Kuroda foi colocado no comando do script que a série tomou, o seu aspecto definitivo. Ele tomou Kuroda em torno de um ano para concluir os roteiros para todos os 26 episódios, durante o qual ele era constantemente incentivado por Mashimo para adicionar suas próprias ideias originais para o seu plano inicial. Kuroda tem admitido que, na época, ele recebeu Mashimo convite, ele se sentiu frustrado depois de seu primeiro projeto foi cancelado pelo editor, então ele decidiu fazer Madlax "realmente extravagante", misturando como muitos gêneros de uma só vez, como ele poderia. Kōichi Mashimo, além disso, admitiu que o mais incomum reviravoltas, como Margaret e Madlax da ligação uns com os outros, foram inventadas por Kuroda e ele, enquanto bêbado.

### Designdos personagens
Por comparação com o Noir, Madlax recursos muito maior do que o elenco principal, incluindo vários recorrente masculino caracteres, um elemento quase ausente no primeiro. Ele não era assim no roteiro original de rascunho escrito por Mashimo e Kitayama: por exemplo, "Madlax" foi Margaret próprio apelido e Charlie (Vanessa colega no Bookwald Indústrias) teve um dos papéis centrais semelhante a uma Rápida no Vingador. Apenas o "rascunho", o nome dos personagens manteve-se deles quando Kuroda tem a reescrever o script. Um total de três caracteres designers colaborou em Madlax elenco: Satoshi Ohsawa (que também trabalhou em Noir elenco) criou a central de heroínas Margaret e Madlax; Minako Shiba chamou a sexta-feira segunda-feira e Carrossea Doon; e Satoko Miyachi foi-lhe confiado o "misterioso" caracteres, Laetitia e Poupee.

### Música
Como acontece com muitos de estúdio Bee Train outras obras, toda a Madlax trilha sonora foi composta pelo aclamado Yuki Kajiura, tornando-se ela e Kōichi Mashimo quinto projeto juntos. Em uma entrevista Kajiura recorda de ter escrito o placar em um hotel de arranha-céus para salvar studio custos, e que esta mudança de local, ajudou-a a explorar diferentes estilos de música.
Kajiura e Yuuka Nanri's duo FictionJunction Yuuka gravou a série" abertura e encerramento de temas, "Fragments of an Eye" (瞳の欠片, Hitomi no Kakera) (瞳の欠片 Hitomi não Kakera)
e "Dentro do Seu Coração", respectivamente, bem como dois inserir músicas: "nada" e "eu estou aqui". Além da sequência de abertura, "Fragmentos de um Olho" é destaque na série em si: no final do episódio 18 e no episódio 24, quando Margaret, cantarolando sua sintonizar-se no campo de flores.
No inserir a canção "nada", não é uma repetia com freqüência fundo abster-se "Yanmaani" (ヤンマーニ, Yanmāni) (ヤンマーニ Yanmāni)
. Ele não tem nenhum significado, mas desde que a música que normalmente joga quando Madlax é luta, "Yanmaani" tornou-se uma espécie de piada para os fãs Japoneses, alegando que, aparentemente, lhe dá superpoderes.

## Mídias

### Série de televisão
Originalmente, Madlax foi transmitido no Japão pela TV Tokyo a partir de 5 de abril a 27 de setembro de 2004, a partir de 1:30 a 2:00, a cada terça-feira (formalmente, segunda-feira à noite). Pouco antes da série terminar a ser transmitido, ele foi licenciado na América do Norte e Europa pela ADV Films, que anteriormente adquiridos direitos de distribuição Noir e há muito tempo tem planos para licenciar o seu sucessor, o também. O oficial inglês dub foi lançado nos Estados Unidos sob a marca MADLAX em um total de sete DVDs a partir de 12 de abril de 2005 a 28 de Março de 2006. Uma coleção completa foi lançada pela ADV 17 de julho de 2007. Madlax tornou-se a primeira série em que o ADV Films diretor e produtor David Williams testou a tecnologia de distribuição promocional material através da rede P2P BitTorrent. em 1 de setembro de 2009, todos os títulos do ADV do catálogo, incluindo Madlax, foram transferidos para o AEsir Holdings, com distribuição de Section23 Films.
O Norte-Americano de lançamento do DVD contém extras disponíveis apenas em inglês, como a controversa auto-paródia Conversas com SSS e Sock Puppet Theater, um ovo de Páscoa de ação ao vivo sobre Madlax indo atrás de Chris Patton, Badgis' ator de voz e um chato mulherengo.
Em 7 de fevereiro de 2006, o primeiro episódio de Madlax foi ao ar no Anime de Rede (que foi, como a ADV Films, uma subsidiária da A. D. de Visão no momento). No dia 4 de abril, logo após o último DVD volume foi lançado, a consequente transmissão foi colocado em parar e, até 27 de junho, apenas os 8 primeiros episódios foram repetidas. Desde então, a série foi relançado várias vezes. Louco de Entretenimento, que anteriormente licenciado Noir em sua região, adquiriu os direitos para a distribuição de Madlax na Austrália e na Nova Zelândia, e o lançou sobre sete DVD volumes entre 20 de julho de 2005 e 26 de julho de 2006. Uma coleção completa foi lançada em 4 de abril de 2007.

Capa do primeiro álbum da trilha sonora de Madlax

### Trilha sonora
A série possui uma trilha sonora original e foi lançada em dois álbuns em 21 de julho e 22 de setembro de 2004 por Victor Entertainment. Dois singles, Hitomi no Kakera e Inside Your Heart, foram publicados no mesmo ano pela FictionJunction Yuuka, cada um contendo uma música-tema de abertura e encerramento e uma música de inserção, bem como suas respectivas versões de karaokê.

### Artbook
MADLAX the Bible é um artbook de 95 páginas que foi publicado no Japão em 21 de maio de 2005 por Hobby Japão. Além de ilustrações e obras de arte da série, contém entrevistas com seus autores e atores de voz, bem como diversas informações adicionais sobre a série em japonês. O artbook nunca foi publicado fora do Japão. Desde que a palavra "Bíblia" é derivada em grego clássico: τὰ βιβλία τὰ ἅγια, que significa "livros sagrados", é provável que o título do artbook é uma referência para os Livros Santos, que desempenham um papel importante no enredo da série.